# Halálzóna

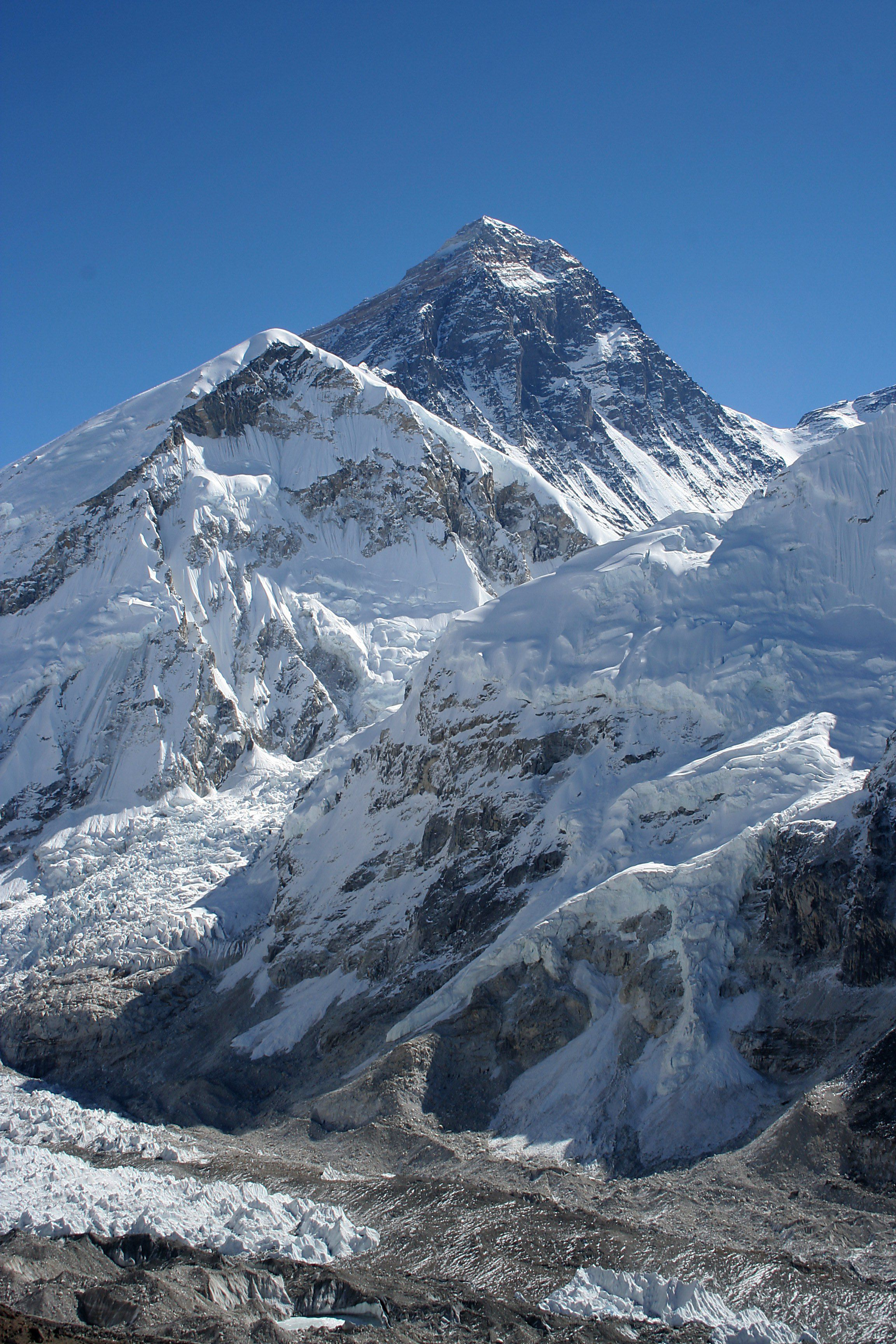
A Csomolungma halálzónába nyúló csúcsa

A hegymászásban halálzónának hívják azt a magassági tartományt, ahol a levegő olyan ritka, hogy az ott található oxigénmennyiség nem elegendő az emberi élet fenntartásához. Ezt a magassági zónát egyesek 8000 méteres magasságtól számítják (kevesebb mint 356 millibar atmoszferikus nyomás). Mások már alacsonyabb (7500 m körüli) magasságtól számítják a halálzónát.

## Meghatározója
A halálzóna kifejezést először egy svájci orvos, Edouard Wyss-Dunant használta 1952-ben megjelent The Mountain World című művében.

## Leírása
A halálzóna lényege, hogy nem lehet hozzá akklimatizálódni, vagyis nem lehet hozzászoktatni a szervezetünket az ebben a magasságban való tartós életben maradáshoz. A testünk itt gyorsabban éli fel a tartalékait, mint ahogy azt pótolni tudnánk természetes úton. Mesterséges (palackos) oxigénbevitel nélküli hosszan tartó tartózkodás előbb a szervezetünk működésének folyamatos leállásához, majd eszméletvesztéshez, és végül halálhoz vezet.
Az oxigénpalack használata nélküli munkabírást rengeteg belső tényező (szervi, biológiai, fizikai és pszichés adottságok, edzettség, a vér oxigénszállító képessége – VO2 max stb.) és külső tényező (mászási körülmények, mászási előzmények, időjárás, felszerelés stb.) együttesen befolyásolja, ezért csak különleges adottságú és szerencsés emberek képesek oxigénpalack nélkül eredményesen mászni a halálzónában.
A nagy magassági mászások során sok haláleset tudható be a halálzónának magassági betegségben közvetlenül (testünk működésére hatva, az életfunkciók elvesztésével – gyakori a különböző gyors lefutású ödémás elhalálozás) vagy közvetve (a testünkre és a pszichénkre hatva: fáradással, koncentrációromlással vagy rossz döntéshozatallal összefüggésben). Ezt befolyásolják még egyéb külső körülmények (széllökések, szélvihar, hóvihar, szélsőségesen alacsony hőmérséklet, rossz terepviszonyok, fényviszonyok stb.) amik kicsúszáshoz, eltévedéshez, kihűléshez, fagyáshoz, hóvaksághoz stb. vezethetnek, amelyek mind végzetesen befolyásolhatják életben-maradási esélyeinket a halálzónában.